# Tamsulosin
La  tamsulosina (o acido tamsuloico) è un farmaco antagonista selettivo dei recettori adrenergici α-1A e α-1d. Ha un effetto predominante sulla prostata e sulla vescica, dove questi recettori sono più abbondanti. È maggiormente impiegata nel trattamento dei sintomi dell'ipertrofia prostatica benigna e come farmaco off-label per trattamento dei calcoli ureterali, della prostatite e della disfunzione della minzione femminile.
L'antagonismo di tali recettori provoca il rilassamento del muscolo liscio nella prostata e nei muscoli del collo vescicale a livello sfinteriale, migliorando il flusso urinario. A differenza di altri antagonisti dei recettori adrenergici α-1 sviluppati negli anni '80, la tamsulosina è più selettiva e meno incline ad agire sul muscolo liscio dei vasi sanguigni, evitando così il rischio di ipotensione.
Il composto fu approvato per la prima volta dalla Food and Drug Administration nel 15 aprile 1997.

## Farmacologia

### Indicazioni
La tamsulosina è indicata per il trattamento dei segni e dei sintomi dell'ipertrofia prostatica benigna e come farmaco off-label per il trattamento dei calcoli ureterali, della prostatite e della disfunzione della minzione femminile.

### Farmacodinamica
La tamsulosina è un antagonista selettivo dei recettori α-adrenergici, con affinità specifica per i sottotipi α-1A e α-1D, che sono maggiormente espressi nella prostata e nei tessuti sottomandibolari. Al contrario, il sottotipo α-1B è più predominante nell'aorta e nella milza. La tamsulosina si lega in modo selettivo ai recettori α-1A con un'affinità che varia da 3,9 a 38 volte superiore rispetto all'α-1B e da 3 a 20 volte superiore rispetto all'α-1D. Questa selettività consente di ottenere un notevole effetto sul flusso urinario, riducendo al contempo l'incidenza di reazioni avverse come l'ipotensione ortostatica.

### Meccanismo d'azione
Nella prostata, circa il 70% dei recettori adrenergici α-1 appartiene al sottotipo α-1A. Il blocco di questi recettori adrenergici consente il rilassamento del muscolo liscio nella prostata e migliora il flusso urinario. Allo stesso tempo, il blocco dei recettori adrenergici α-1D rilassa i muscoli del collo vescicale e non a livello del detrusore, dove la stimolazione beta ne provoca il rilasciamento, prevenendo così i sintomi di ritenzione urinaria. La specificità della tamsulosina concentra gli effetti nel'area bersaglio, minimizzando gli effetti in altre aree.

### Assorbimento
La tamsulosina somministrata per via orale viene assorbita al 90% nei pazienti a digiuno. L'area sotto la curva è compresa tra 151-199 ng/mLhr per una dose orale di 0,4 mg e tra 440-557 ng/mLhr per una dose orale di 0,8 mg. La concentrazione plasmatica massima è di 3,1-5,3 ng/mL per una dose orale di 0,4 mg e di 2,5-3,6 ng/mL per una dose orale di 0,8 mg. L'assunzione di tamsulosina contestuale alla assunzione di cibo, prolunga il tempo di raggiungimento della concentrazione plasmatica massima da 4-5 ore a 6-7 ore, ma ne aumenta la biodisponibilità del 30% e la concentrazione plasmatica massima del 40-70%.

### Metabolismo
Il metabolismo principale della tamsulosina avviene prevalentemente per via epatica tramite l'azione dei citocromi P450 (CYP) 3A4 e 2D6, con una certa partecipazione anche di altri CYP. Il CYP3A4 catalizza la deetilazione della tamsulosina dando origine al metabolita M-1 e l'ossidativa deaminazione al metabolita AM-1, mentre il CYP2D6 è responsabile dell'idrossilazione della tamsulosina per formare il metabolita M-3 e la demetilazione per produrre il metabolita M-4. Inoltre, la tamsulosina può subire un'ossidazione idrossilica in una posizione diversa da parte di un enzima sconosciuto per generare il metabolita M-2. I metaboliti M-1, M-2, M-3 e M-4 possono essere coniugati con acido glucuronico, e i metaboliti M-1 e M-3 possono subire una coniugazione solfato per formare altri metaboliti prima dell'escrezione.

### Eliminazione
Tramite studi effettuati somministrando circa il 97% di una dose di tamsulosina per via orale, il 76% viene escreto nelle urine ed il 21% nelle feci entro 168 ore. Tra i componenti eliminati, l'8,7% della dose è eliminato come tamsulosina non metabolizzata.

### Tossicità
In caso di sovradosaggio, i pazienti potrebbero sperimentare ipotensione e dovrebbero assumere una posizione supina per mantenere la pressione sanguigna e la frequenza cardiaca. Se ulteriori misure sono necessarie, si potrebbe considerare l'infusione endovenosa di fluidi. Se si verifica un ulteriore peggioramento delle condizioni cliniche e dei parametri vitali, possono essere utilizzati vasopressori e la funzionalità renale dovrebbe essere monitorata. La dialisi è improbabile che sia utile nel trattamento del sovradosaggio perché la tamsulosina è ampiamente legata alle proteine.
Tramite studi di laboratori effettuati sulle cavie, nei ratti la dose letale 50 (DL50) assunta per via orale è di 650 mg/kg.
La tamsulosina non è indicata per l'uso nelle donne e non sono stati effettuati studi in gravidanza, sebbene gli studi sugli animali non abbiano mostrato danni fetali. La tamsulosina viene escreta nel latte dei ratti, ma non sono disponibili dati sull'effetto di questa esposizione alla tamsulosina. Gli studi sugli animali hanno dimostrato che la fertilità dei ratti maschi e femmine è influenzata dalla tamsulosina a causa dell'alterazione dell'eiaculazione e della fertilizzazione. Negli uomini, la tamsulosina è associata all'eiaculazione anomala. La tamsulosina non è mutagenica, ma potrebbe essere cancerogena a dosi superiori alla dose umana massima raccomandata. Le ratti femmine presentano un leggero aumento dei tassi di fibroadenomi e adenocarcinomi delle ghiandole mammarie.